# Rambo III
Rambo III (bra: Rambo 3, ou Rambo III; prt: Rambo III) é um filme estado-unidense de 1988 estrelado por Sylvester Stallone. 
O filme foi lançado mundialmente em 25 de maio de 1988. No momento de seu lançamento, Rambo III era o filme mais caro já feito, com um orçamento de produção entre US$ 58 e US$ 63 milhões. Contudo, não foi bem recebido pela crítica e arrecadou menos que seu antecessor, Rambo: First Blood Part II, obtendo US$ 189 milhões em bilheteria em todo o mundo.
Segundo o Livro Guinness dos Recordes, em sua edição de 1990, este foi o filme mais violento já produzido na sua época, com um total de 221 atos de violência e 108 mortes.

## Sinopse
Depois de deixar os militares para trás, o ex-boina verde do Exército dos EUA John Rambo se estabeleceu em um mosteiro budista tailandês, ajudando com obras de construção e competindo em partidas de krabi-krabong em Bangkok doando seus ganhos. Seu velho amigo e aliado, o coronel Sam Trautman, visita e explica que está montando uma equipe de mercenários para uma missão patrocinada pela CIA para abastecer os mujahideen e outras tribos enquanto lutam contra o exército soviético no Afeganistão. Apesar de serem mostradas fotos de civis sofrendo nas mãos dos soviéticos, Rambo se recusa a participar, pois está cansado de lutar. Trautman prossegue de qualquer maneira, mas é emboscado na fronteira pelas forças soviéticas, que matam sua equipe e o capturam. Trautman é enviado para uma grande base montanhosa para ser interrogado pelo coronel soviético Zaysen e seu capanga sargento Kourov.
O funcionário da embaixada Robert Griggs informa Rambo da captura de Trautman, mas se recusa a aprovar uma missão de resgate por medo de atrair os EUA para a guerra. Ciente de que Trautman morrerá de outra forma, Rambo recebe permissão para realizar um resgate solo com a condição de que ele será repudiado em caso de captura ou morte. Rambo voa para Peshawar, no Paquistão, onde convence o traficante de armas Mousa Ghani a levá-lo para Khost, a cidade mais próxima da base soviética onde Trautman é mantido em cativeiro.
Os mujahideen na aldeia, liderados pelo cacique Masoud, hesitam em ajudar Rambo a libertar Trautman. Enquanto isso, um informante soviético a serviço de Ghani alerta os soviéticos, que enviam dois helicópteros de ataque para destruir a vila. Embora Rambo destrua um com uma metralhadora pesada DShK, os rebeldes se recusam a ajudá-lo mais. Ajudado apenas por Mousa e um garoto chamado Hamid, Rambo ataca a base e inflige danos significativos antes de ser forçado a recuar. Rambo e Hamid são feridos durante a batalha, e Rambo manda ele e Mousa embora antes de retomar sua infiltração.
Fugindo da segurança da base, Rambo alcança e liberta Trautman antes que ele possa ser torturado com um lança-chamas. Ele e Trautman resgatam vários outros prisioneiros e sequestram um helicóptero para escapar da base, mas ele é danificado durante a decolagem e cai, forçando os fugitivos a fugir a pé. Um helicóptero de ataque persegue Rambo e Trautman até uma caverna próxima, onde Rambo a destrói com uma flecha explosiva. Um furioso Zaysen envia comandos Spetsnaz sob Kourov para matá-los, mas eles são derrotados e mortos. Um Kourov ferido luta contra Rambo em combate corpo a corpo, mas é superado e morto também.
Rambo e Trautman chegam à fronteira com o Paquistão, mas são interceptados por Zaysen e sua infantaria mecanizada. De repente, as forças mujahideen de Masoud, incluindo Mousa e Hamid, chegam para resgatá-los em uma enorme carga de cavalaria. No meio da batalha, Rambo sequestra um tanque e luta contra o Mi-24 Hind-D de Zaysen, culminando em uma carga frontal enquanto ambos liberam o armamento de seus veículos um sobre o outro; Rambo sobrevive destruindo o Hind-D com sua arma principal de tanque antes que ela possa abalroá-lo, matando Zaysen. Após a batalha, Rambo e Trautman se despedem dos mujahideen e deixam o Afeganistão.

## Elenco
- Sylvester Stallone como John J. Rambo
- Richard Crenna como Coronel Samuel R. "Sam" Trautman
- Kurtwood Smith como Robert Griggs
- Marc de Jonge como Coronel Soviético Alexei Zaysen
- Sasson Gabai como Mousa Ghani
- Doudi Shoua como Hamid
- Spiros Fokas como Masoud
- Randy Raney como Sargento Soviético Kourov
- Marcus Gilbert como Tomask
- Alon Abutbul como Nissem
- Yosef Shiloach como Khalid
- Masoud Assadollahi como Rahim[10]